# Don't Cry (Lil Wayne)
Don't Cry è un singolo del rapper statunitense Lil Wayne, in collaborazione con XXXTentacion, pubblicato il 22 gennaio 2019 come secondo estratto dal dodicesimo album in studio Tha Carter V.

## Antefatti
Le voci utilizzate nel brano di XXXTentacion sono state registrate prima della sua morte il 18 giugno 2018. Prima della collaborazione, Wayne non sapeva chi fosse XXXTentacion. La collaborazione tra i due artisti infatti è avvenuta in seguito al presidente di Young Money Entertainment, Mack Maine, che ha acquisito i diritti di usare il verso mentre sequenziava e metteva insieme la tracklist dell'album Tha Carter V.

## Tracce
1. Don't Cry – 4:09 (testo: Dwayne Carter, Jahseh Onfroy, Eugene Karavasilidis, Ben Diehl, Gamal Lewis – musica: Ben Billions, Z3N)